# Liste der Monuments historiques in Thonne-les-Près
Die Liste der Monuments historiques in Thonne-les-Près führt die Monuments historiques in der französischen Gemeinde Thonne-les-Près auf.

## Liste der Objekte
| Bezeichnung                                                         | Beschreibung                                      | Standort                        | Kennzeichnung | Schutzstatus | Datum | Bild |
| ------------------------------------------------------------------- | ------------------------------------------------- | ------------------------------- | ------------- | ------------ | ----- | ---- |
| Gemälde Mystische Hochzeit der heiligen Katharina von Alexandrien   | Ölfarbe auf Leinwand, Holzrahmen, 17. Jahrhundert | in der Kirche St-Georges (Lage) | PM55002410    | Inscrit      | 1988  |      |
| Gemälde Abendmahl                                                   | Ölfarbe auf Leinwand, Holzrahmen, 17. Jahrhundert | in der Kirche St-Georges (Lage) | PM55002412    | Inscrit      | 1988  |      |
| Denkmal für die Gefallenen des Deutsch-Französischen Kriegs 1870/71 | Kalkstein, zwischen 1871 und 1874                 | auf dem Friedhof (Lage)         | PM55002409    | Inscrit      | 1999  |      |
| Gemälde Pietà                                                       | Ölfarbe auf Leinwand, Holzrahmen, 18. Jahrhundert | in der Kirche St-Georges (Lage) | PM55002411    | Inscrit      | 1988  |      |
| Zwei Sakristeischränke                                              | Eichenholz, 17. und 19. Jahrhundert               | in der Kirche St-Georges (Lage) | PM55002413    | Inscrit      | 1988  |      |
| Gemälde Heiliger Georg                                              | Ölfarbe auf Leinwand, bezeichnet 1707             | in der Kirche St-Georges (Lage) | PM55000889    | Classé       | 1982  |      |
| Gemälde Heiliger Rochus                                             | Ölfarbe auf Leinwand, bezeichnet 1707             | in der Kirche St-Georges (Lage) | PM55000890    | Classé       | 1982  |      |